# Ніфар (зупинний пункт)
Ніфа́р — пасажирський залізничний зупинний пункт Київської дирекції Південно-Західної залізниці на електрифікованій змінним струмом лінії Чернігів — Ніжин.
Розташований біля заводу «Ніфар» на північному сході міста Ніжин Ніжинської міської ради Чернігівської області між станціями Липів Ріг (3,5 км) та Ніжин (6,5 км).